# Reclams Jazzführer
Reclams Jazzführer ist ein Musikführer, der erstmals 1970 vom Verlag Philipp Reclam jun. in Stuttgart herausgegeben wurde. Er will einen umfassenden Überblick über das Gesamtgebiet des Jazz vermitteln. Die 4., durchgesehene und ergänzte Auflage dieses von Carlo Bohländer und Karl Heinz Holler begründeten Werkes mit einem Umfang von 551 Seiten ist 1990 erschienen. Die 5. und letzte Auflage aus dem Jahr 2000 stammt von Carlo Bohländer, Karl Heinz Holler und Christian Pfarr und enthält rund 1700 Biographien von Musikern und Bands und die Charakterisierung von 470 Kompositionen mit jeweils einem Notenbeispiel. Nachfolgend wird die 4. Auflage behandelt, die Bohländer mit Karl Heinz Holler und Christian Pfarr erstellte.

## Aufbau/Inhalt
Der Band enthält auf 551 Seiten einen Einleitungsteil, den Lexikonteil und einen Anhang.
Der Einleitungsteil (S. 5–30) besteht aus einem Grußwort von Albert Mangelsdorff, Vorworten zur 1. (Auszug) und zur 3. Auflage, einem Abkürzungsverzeichnis, den Kapiteln „Was ist Jazz?“ (S. 9–11) und „Geschichte des Jazz“ (S. 12–28) sowie einer Zeittafel (S. 29 f.). In ihrem Vorwort zur 1. Auflage schreiben Carlo Bohländer und Karl-Heinz Holler: „In Reclams Jazzführer sind Ergebnisse zusammengetragen, die zum Teil Neues vermitteln. Auf der Grundlage wissenschaftlicher Erkenntnisse von H. Riemann […] und E. M. v. Hornbostel sowie in enger Anlehnung an das Wirken der Jazzmusiker aller Stilrichtungen wurden die Probleme des Jazz kritisch untersucht. Die musikalisch-schöpferische Tätigkeit bildete das Leitprinzip für die vorliegende Darstellung.“
Der Lexikonteil (S. 31–545) ist untergliedert in die Abschnitte „Biographien“ (S. 31–347; mit 60 Abb. im Text), „Musikinstrumente“ (S. 348–368), „Fachwort-Erläuterungen“ (S. 369–418) und „Kompositionen“ (S. 419–545). Alle vier Abschnitte enthalten die ausführlichen, komprimierten Informationen jeweils in alphabetischer Reihenfolge. Bei den Abschnitten „Fachwort-Erläuterungen“ und „Kompositionen“ erläutern zahlreiche Notenbeispiele die verbalen Aussagen.
Der Anhang (S. 547–551), enthält Literaturangaben in alphabetischer Reihenfolge und einen Fotonachweis. Er schließt mit einem Inhaltsverzeichnis.

## Lizenzausgabe für die DDR
1980 erschien bei der Edition Peters in Leipzig unter dem Titel Jazzführer ein fotomechanischer Nachdruck der von Bohländer und Holler verantworteten zweiten Auflage von 1977. Diese Ausgabe ist zweibändig und trennt den Personenteil mit 711 Seiten vom Sachteil mit 338 Seiten.

## Nachfolgendes Werk
2003 erschien bei Reclam Reclams Jazzlexikon, herausgegeben von Wolf Kampmann, mit einem Sachlexikon von Ekkehard Jost. Es enthält ungefähr 2000 Biographien.